# Aloe sobolifera
Aloe sobolifera là một loài thực vật có hoa trong họ Măng tây. Loài này được (S.Carter) Wabuyele mô tả khoa học đầu tiên năm 2006.